# Victor Le Febvre
Pour les articles homonymes, voir Le Febvre.
Victor Le Febvre (né le 17 mars 1824 à Selles-sur-Cher dans le Loir-et-Cher et mort le 13 mars 1891 à Genillé en Indre-et-Loire,) est un avocat, un écrivain et un homme politique français du XIXe siècle.

## Biographie
Victor Le Febvre devient avocat au barreau de Paris après des études à la Sorbonne. Vers 1860, il quitte la belle situation qu'il s'est faite à Paris pour s'établir propriétaire exploitant à Genillé (Indre-et-Loire).
Tout au long de sa vie Victor Le Febvre va lutter pour son idéal républicain : jeune homme en 1848, il soutient la IIe République, puis il combat de son mieux la « fausse démocratie impériale », avant de s'opposer après 1871 à la République des ducs. Il se présente aux élections de 1869 où il s'affronte sans succès à un grand propriétaire terrien de Genillé, candidat du parti Conservateur et Libéral. Son courage, et certainement aussi son intransigeance, lui valent quelques mésaventures avec la justice impériale et, en conséquence, de solides amitiés dans les milieux républicains. Il va acquérir au fil des années une solide réputation de polémiste.
Victor Le Febvre se pare à cette époque du titre de « laboureur, ancien bourgeois », et il va d'ailleurs se déclarer comme « laboureur » sur les listes électorales entre 1875 et 1887. Il se félicite d'exploiter lui-même sa ferme conquise sur les landes, ses vignes et ses prés, dont il dit s'efforcer de jouir « en propriétaire et en poète. »
Dès 1868, dans une première publication au titre pittoresque : « Le Suicidé. Requêtes des humbles à sa grandeur Monseigneur l'Archevêque de Tours à la seule fin qu'on nous enterre tous décemment au village, avec compléments pour M. le Maire, les bibliophiles et les autres », il signe « Victor Le Febvre, Laboureur. » C'est à ce titre d' « écrivain-laboureur » ou d' « avocat-laboureur » qu'il va ensuite se faire connaître des critiques littéraires et du public, notamment à Paris.
Si Victor Le Febvre aime à se présenter comme un « petit propriétaire », sa propriété de Genillé n'en couvre pas moins une centaine d'hectares... Lorsqu'il dénonce la grande propriété terrienne, ses adversaires politiques ne manquent d’ailleurs pas de le rappeler et de souligner que cette propriété constituait un domaine déjà assez important en Touraine. C'est un brillant conférencier qui revient à Paris, à intervalles de trois ou quatre mois, présenter ses idées et ses notes. Il aime parler aux Parisiens de ses chers paysans tourangeaux, il les peint tels qu'ils lui apparaissent, sans les flatter, avec leur rudesse et leur originalité.
Vers la fin du Second Empire, il va exposer ses conceptions politiques dans plusieurs ouvrages où il dénonce « l'influence cléricale » en Touraine (« Le Suicidé » et « Processions au loin ») et la grande propriété (« Nos campagnes »). Dans « Le Manuel de l'empoigné », il raconte comment il fut cueilli, au banquet du comice agricole de Loches par un lieutenant de gendarmerie du nom de Latruffe..., avant de poursuivre un autre gendarme pour violence et arrestation illégale. En 1871, il se retrouvera devant la cour d'assises de Lyon pour répondre de son livre « L'Extermination. » Il se défendra lui-même pendant toute une demi-journée, faisant preuve d'une telle éloquence que son auditoire le portera en triomphe au sortir de l'audience.